# 贾黄中
贾黄中（941年—996年），字娲民。沧州南皮（今属河北）人。北宋初期名臣，曾擔任過翰林學士、參知政事、秘書監等職。

## 生平
贾耽四世孙，父贾玭，是进士出身，贾玭宋初入仕从政，历任刑部郎中、终水部员外郎、知浚仪县（屬淮南路，刘宋时设置，即今安徽省亳州市），七十岁老去。贾玭严毅，善于教子，士大夫子弟来拜见，玭必会谆谆教诲而引导他们。黄中幼聪悟，每日清晨，父命正立，展书卷令其读，称“等身书”。後汉乾祐初，六歲举童子登科。雍熙二年，知貢舉。后周显德三年（956年）丙辰科进士第三人，釋褐為校书郎、集贤校理。宋軍攻克江南，任宣州（安徽宣城縣）太守，當時宣州久經戰亂，有荒年，賈黃中就用自家的米做飯，設粥廠，救活了幾千人。開寶八年（975年）通判定州。太宗即位，迁礼部员外郎。太平興國二年（977年），出任昇州（今江苏南京）知州，為政簡易，政績卓著。一日發現珍宝数十柜，乃前朝官阁中遗物。他即上表遣人送京。五年入京为知制诰。太平興國八年，与宋白、吕蒙正等共同主管科举，入翰林為學士，端拱初加中書舍人兼史館修撰。淳化二年參知政事。四年冬，罢守參知政事。明年，知襄州。上言母老，乞求留京。五年出知澶州（今河南濮阳县）。賈黄中為官清正廉潔、小心謹慎，但遇到大事往往不能當機立斷，故去澶州前，宋太宗曾囑咐說：“夫小心翼翼，君臣皆當然；若太過，則失大臣之體。”
宋太宗曾称美贾黄中之母说：“教子如此，今之孟母。”建隆三年（962年）爲右拾遺，歷右補闕。至道初年，賈黄中遘疾，返京。至道二年（996年）卒，年五十六，家無餘財，特赐钱三十万。辑有《神医普救方》七十四卷，今佚。

## 延伸阅读
[在维基数据编辑]
 《宋史·卷265》，出自脱脱《宋史》